# Cyathophorum japonicum
Cyathophorum japonicum är en bladmossart som beskrevs av Brotherus in Cardot 1911. Cyathophorum japonicum ingår i släktet Cyathophorum och familjen Hookeriaceae. Inga underarter finns listade i Catalogue of Life.